# Арзыкулов, Гулям
Гулям Арзыкулов (1916 год, село Хиджборак, Каратегинское бекство, Бухарский эмират — октябрь 1974 года, Регар, Таджикская ССР) — таджикский государственный и партийный деятель, бригадир бетонщиков строительства Кайраккумской ГЭС треста «Таджикэнергострой» Министерства электростанций СССР, Таджикская ССР. Герой Социалистического Труда (1958). Депутат Верховного Совета Таджикской ССР 5 — 8 созывов, кандидат в члены ЦК Компартии Таджикистана (1961—1971).

## Биография
Родился в 1916 году в крестьянской семье в селе (деха) Хиджборак Карагетинского бекства (сегодня — Раштский район Таджикистана). Трудовую деятельность начал 16-летним подростком. С 1933 года — колхозник в Избасканском и Чинабадском районах Узбекской ССР. С 1943 года — бурильщик на строительстве Фархадской ГЭС. За выдающиеся трудовые достижения во время строительства этой гидроэлектростанции награждён в 1950 году Орденом Ленина. С 1951 года — член КПСС.
С 1953 года трудился бетонщиком, с 1956 года — бригадиром бетонщиков треста «Таджикэнергострой» Министерства электростанций СССР на строительстве Кайраккумской ГЭС в Ленинабадской области. Постоянно добиваясь перевыполнения производственных заданий, бригада Гуляма Арзыкулова в 1957 году ввела досрочно в строй гидроагрегаты. Указом Президиума Верховного Совета СССР от 9 августа 1958 года «за выдающиеся успехи, достигнутые в строительстве и промышленности строительных материалов» удостоен звания Героя Социалистического Труда с вручением Ордена Ленина и золотой медали Серп и Молот.
С 1960 года бригада Гуляма Арзыкулова трудилась на возведении Сарбандской ГЭС в Курган-Тюбинском районе. С 1965 года трудился бригадиром бетонщиков в Строительном управлении «Алюминстрой». В начале 1970-х годов участвовал в закладке Таджикского алюминиевого завода в городе Регар (с 1978 года — Турсунзаде). За досрочное выполнение принятых социалистических обязательств и производственных плановых заданий Восьмой пятилетки (1966—1970) награждён в 1971 году Орденом Октябрьской Революции.
Избирался депутатом Верховного Совета Таджикской ССР 5 — 8 созывов (1959—1974), кандидатом в члены ЦК Компартии Таджикистана (1961—1971), в 1961 году — делегатом XXII съезда КПСС.
После выхода на пенсию жил Регаре, где скончался в октябре 1974 года.
Награды
- Герой Социалистического Труда
- Орден Ленина — дважды (16.01.1950; 1958)
- Орден Октябрьской Революции (20.04.1971)
- Медаль «За трудовую доблесть» (20.04.1954)
- Почётная Грамота Президиума Верховного Совета Таджикской ССР
- Почётная Грамота Президиума Верховного Совета Узбекской ССР